# اویانگا (اوورخنگای)
اویانگا (به لاتین: Uyanga) یک منطقهٔ مسکونی در مغولستان است که در استان اوورخانگای واقع شده‌است.